# Trường Châu, Ngô Châu
Trường Châu (chữ Hán giản thể:长洲区, bính âm: Chángzhōu Qū, âm Hán Việt: Trường Châu khu) là một quận thuộc địa cấp thị Ngô Châu, khu tự trị dân tộc Choang Quảng Tây, Cộng hòa Nhân dân Trung Hoa. là một quận thuộc địa cấp thị Ngô Châu, khu tự trị dân tộc Choang Quảng Tây, Cộng hòa Nhân dân Trung Hoa. Quận Trường Châu có diện tích 378 km², dân số năm 2002 là 140.000 người. Về mặt hành chính, quận Trường Châu được chia thành 2 nhai đạo và 2 trấn.